# Symplecta (Psiloconopa) laticeps
Symplecta (Psiloconopa) laticeps is een tweevleugelige uit de familie steltmuggen (Limoniidae). De soort komt voor in het Nearctisch gebied.